# Klockkotingor
Klockkotingor (Procnias) är ett släkte i familjen kotingor inom ordningen tättingar. Släktet omfattar fyra arter som förekommer i Central- och Sydamerika från Nicaragua till nordöstra Argentina:
- Tretömmad klockkotinga (P. tricarunculatus)
- Vit klockkotinga (P. albus)
- Skäggklockkotinga (P. averano)
- Barstrupig klockkotinga (P. nudicollis)